# Almita
Almita là một chi bướm đêm thuộc họ Crambidae.